# Эгюий-Бланш-де-Пётре
Эгюий-Бланш-де-Пётре (фр. Aiguille Blanche de Peuterey) — вершина в массиве Монблан в Альпах в Италии, провинция Валле-д'Аоста, высотой 4112 метров над уровнем моря. Первое восхождение на вершину совершили альпинист Анри Сеймур Кинг и горные гиды Алоис Анденматтен, Эмиль Рэй и Амброс Зуперзаксо 31 июля 1885 года.

## Физико-географическая характеристика
На Эгюий-Бланш-де-Пётре выделяют три вершины: главная Пуэнт-Гюссфельдт (4112 метров), Пуэнт-Сеймур-Кинг (4107 метров) и Пуэнт-Джонс (4104 метра). Все три вершины были названы в честь альпинистов: немца Пауля Гюссфельдта, англичанина Анри Сеймура Кинга и валлийца Хамфри Оуэна Джонса.
Относительная высота вершины составляет 401 метр, главной вершиной по отношению к Эгюий-Бланш-де-Пётре является ещё один четырёхтысячник Альп Гран-Пилье-д’Англь высотой 4243 метра, расположенный в полукилометре на север. Эгюий-Бланш-де-Пётре и Гран-Пилье-д’Англь соединены перевалом Коль-де-Пётре (3934 метра). В 1994 году UIAA поместил Эгюий-Бланш-де-Пётре в основной список официального перечня горных вершин-четырёхтысячников Альп. В этом списке вершина находится на 47 месте по абсолютной высоте.

## История восхождений

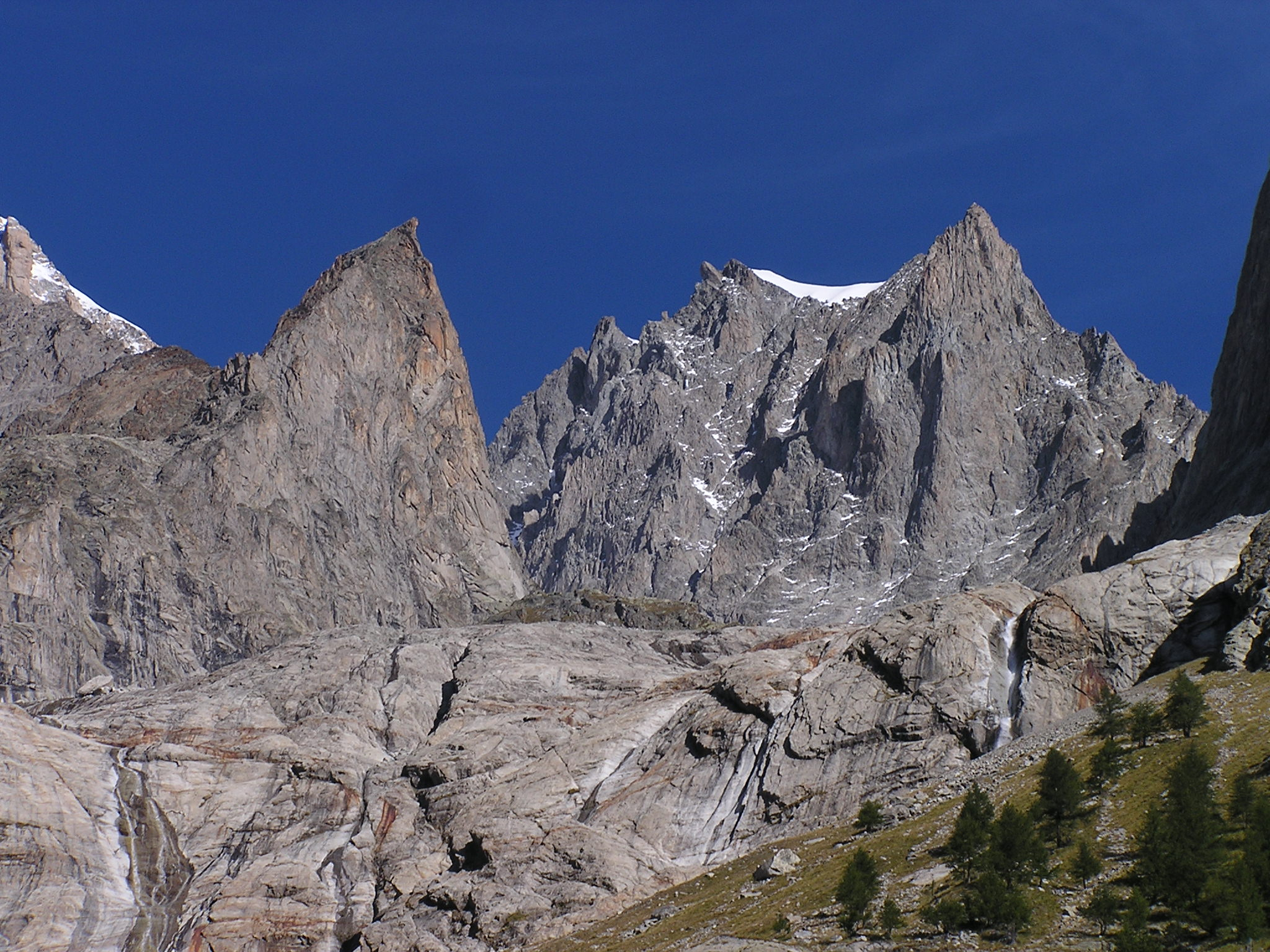
Юго-западная стена Эгюий-Бланш-де-Пётре

Первое восхождение на Эгюий-Бланш-де-Пётре совершили альпинист Анри Сеймур Кинг и горные гиды Алоис Анденматтен, Эмиль Рэй и Амброс Зуперзаксо 31 июля 1885 года. В 1909 году французский альпинист Лоран Кру совершил первый траверс вершины и первое прямое восхождение по юго-западной стене (совместно с Хамфри Оуэном Джонсом). В 1928 году первое восхождение по северо-восточной стене совершили Освальдо Оттоз и Лоран Гривель. 4 сентября 1933 года Амато Гривель и Ренато Шабо совершили первое восхождение по северной стене. В 1936 году Габриеле Боккалатте и Нини Пьетрасанта совершили первопрохождение юго-восточной стены. Первое зимнее восхождение по северной стене Эгюий-Бланш-де-Пётре состоялось в 1961 году (Алессио Оллье и Лоран Белфрон).
18 июня 1984 года итальянский горнолыжник Стефано Де Бенедетти совершил первый спуск на горных лыжах по восточной стене Эгюий-Бланш-де-Пётре (уклон 50°, протяжённость спуска 700 метров, E4). В следующий раз такой спуск повторили спустя почти 29 лет горнолыжники Франческо Чивра Дано и Лука Ролли и сноубордисты Жульен Анри и Давид Капоцци (23 апреля 2013 года).

## Маршруты восхождений
Все маршруты восхождений на вершину Эгюий-Бланш-де-Пётре являются сложными. Альпинисты обычно восходят на вершину либо со стороны Италии по нависающему леднику, либо проходят вершину на спуске после восхождения на основную вершину массива Монблан со стороны Франции. Маршруты восхождения имеют категорию сложности IV и выше по классификации UIAA.
Помимо альпинистских маршрутов, на горе существует несколько горнолыжных спусков высокой сложности по северной стене, северо-восточному коридору и восточной стене, являющейся самой сложной.